# Mérai református templom
A mérai református templom műemlékké nyilvánított templom Romániában, Kolozs megyében. A romániai műemlékek jegyzékében az CJ-II-m-B-07708 sorszámon szerepel.

## Története
A templom a 13. században épült Szent Miklós tiszteletére, a 15. században gótikus stílusban építették át. Egy 1847-es gyújtogatás után 1851-ben újjáépítették, az eredeti falak és ajtókeretek megtartásával. Harangja 1560-ban készült, az úrasztala 1769-ben.